# King Edward's School
King Edward's School (KES) er en uafhængig dagskole for drenge i området Edgbaston i Birmingham, England. Den blev grundlagt af kong Edvard 6. af England i 1552, og er i dag en del af Foundation of the Schools of King Edward VI in Birmingham.
Det er drengeskole, men dele lokation med King Edward VI High School for Girls (KEHS). De to skole drives helt separat, mens flere fag som drama, musik og flere begivenheder deles. Flere klubber og sportsfaciliteter deles også. Det delte område kalde Winterbourne opkaldt efter den nærliggende Winterbourne Botanic Garden.

## Historie
Skolen blev grundlagt den 2. januar 1552 ved Royal Charter af Edvard 6. af England sammen med £20 per år som the Crown gav til uddannelsesmæssige formål. Den blev indrettet i en tudligere laugs-bygning på New Street. I 1680 var der neer 200 drenge på skolen.
I den tidlige del af 1700-tallet blev skolen påvirket af en uoverensstemmelse mellem en en guvernør og rektoren. Der blev opført en nye georgiansk-inspireret bygning på New Street mellem 1731 og 1734. I den sidste halvdel af 1700-tallet blev der etableret fire særskilte grundskoler og en pigeskole af Foundation of the Schools of King Edward VI. Indtil Francis Jeune blev rektor i 1835 var der relativt ringe udvikling. Han opførte en ny bygning på samme sted i nygotisk stil. Den blev tegnet af Charles Barry, som ansatte Augustus Welby Northmore Pugin til at designe interiøret. Efter den nye bygning blev indviet blev pensum og etos for skolen ændret en del. Sport blev en vigtig del af skolen og oldtidskundskab blev nedtonet til fordel for matematik og naturvidenskab.
I 1936 var den gamle bygning på New Street blev en brandfare, og der var planer om at flytte skolen til en ny lokation ved Edgbaston Park Road/Bristol Road, i Edgbaston, sammen med pigeskolen. Ironisk nok brændte de midlertidige bygninger på stedet ned i 1936. Skolen blev tvunget til at flytte til University of Birminghams Great Hall og omkringliggende bygninger i en kort periode, mens der blev opført nye midlertidige bygninger. I 1940 var tilpas mange af de nye bygninger, tegnet af Holland W. Hobbiss, blevet færdiggjort til at man kunne begynde at undervise i dem. I 1945 blev skolen en direct grant grammar school, hvilket betød at guvernøren måtte afgive kontrol over skolen. Skolerne blev endelig færdiggjort omkring 1948, og igennem 1950'erne blev skolen udvidet under Ronald G. Lunt, der blev udpeget i 1952. Han fik etableret et vømmebassin og en kapelbygning, der blev opført med bærgede byggematerialer fra bygningen i New Street. I 1976 blev skolerne slået sammen til én, da den daværende premierminister Harold Wilson stoppede Direct Grant scheme. Skolen er fortsat uafhængig og ligger i Edgbaston.
I 2010 erstattede skolen sine A-niveauer med International Baccalaureate.

## Tilvalgsfag
Udover almindelige fag tilbyder skolen også en række ekstraaktiviteter for eleverne. Der er særlig stor fokus på sport, hvor skolen tilbyder en lang række forskellige sportsgrene. Desuden findes en række drama- og musikhold.
Et tilvalgsfag benytter levende historie til at undervise i middelalderen og bueskydning. Gruppen har ved flere lejligheder besøgt Middelaldercentret i Danmark.